# 的場敬紀
的場 敬紀（的場 タカキ、まとば たかき）は、日本のマーケティング・クリエイティブディレクター。株式会社LampTokyo 代表取締役CEO。

## 人物・経歴
大学卒業後、 ソニーグループ株式会社に入社。ソニー製品および PlayStationの日本・アジア諸国におけるマーケティング戦略・プロモーション施策等に従事。PlayStation 4発売期には、製品のプロモーション全般に携わる。
2016年、Netflix  Japanに入社。マーケティング・クリエイティブマネージャーとして、日本に参入して間もない時期のNetflixのブランド戦略、マーケティング・コミュニケーション、クリエイティブの企画制作に携わる。
ブランディング施策「人間、明石家さんま。」や「DEVILMAN crybaby」をはじめとするアニメ作品全般のプロモーションに従事し、独立後には「全裸監督」の広告プランニングも担当。
2018年、株式会社LampTokyoを創業。企業のブランディング、マーケティング戦略、プロモーション施策、クリエイティブ企画制作を包括的にサポートする事業を展開している。

## 関わった主な企画
- PlayStation 4日本発売時プロモーション[2]
- PlayStation 4「進撃の巨人『東京vs大阪』東西奪還作戦」[3]
- PlayStation VR x PARKS AND GARDENS「360°VR映像作品」[4]
- Netflix「人間、明石家さんま。」[2]
- Netflix「アニ”目”ジャック」[5]
- Netflix「DEVILMAN crybaby」[2]
- Netflix「全裸監督」[2]
- ポケットマルシェ テレビCM[6]
- 日立建機日本プロモーション映像[7]
- Paidyプロモーション映像[8]
- PROJECT「未来を取り戻そう」アニメーション映像[9]
- 早稲田大学「Waseda is ready for you!」プロモーション映像[10]
- 名越スタジオ「MAKE/HUMAN」Mindscape Movie[11]
- NHK 連続テレビ小説「ちむどんどん」オープニングムービー、メインビジュアル[12]
- 株式会社メディプラス「タツミ訪問看護」インナーブランディング施策[13]

## 出演
- 山田孝之のカンヌ映画祭 第4話（2017年1月27日、テレビ東京）[14]